# Ministère de la Coopération pour le développement
Le ministère de la Coopération pour le développement, précédemment nommé ministère du Commerce extérieur et de la Coopération pour le développement ou encore ministère du Développement international, est un ministère danois qui gère la diplomatie économique, la coopération internationale, l'aide humanitaire et le développement.

## Historique
En 2015, il est supprimé, ses attributions étant déléguées au ministère des Affaires étrangères. Il est recréé en 2016. Entre 2019 et 2022, il est renommé ministère du Développement international.

## Liste des ministres
| Nom | Nom                       | Gouvernement                               | Début du mandat   | Fin du mandat     |
| --- | ------------------------- | ------------------------------------------ | ----------------- | ----------------- |
|     | Helle Degn                | Nyrup Rasmussen I                          | 25 janvier 1993   | 27 septembre 1994 |
|     | Poul Nielson              | Nyrup Rasmussen II, III et IV              | 27 septembre 1994 | 10 juillet 1999   |
|     | Jan Trøjborg              | Nyrup Rasmussen IV                         | 10 juillet 1999   | 21 décembre 2000  |
|     | Anita Bay Bundegaard      | Nyrup Rasmussen IV                         | 21 décembre 2000  | 27 novembre 2001  |
|     | Poste supprimé            | Fogh Rasmussen I                           | 27 novembre 2001  | 2 août 2004       |
|     | Bertel Haarder            | Fogh Rasmussen I                           | 2 août 2004       | 18 février 2005   |
|     | Ulla Tørnæs               | Fogh Rasmussen II et III Løkke Rasmussen I | 18 février 2005   | 23 février 2010   |
|     | Søren Pind                | Løkke Rasmussen I                          | 23 février 2010   | 3 octobre 2011    |
|     | Christian Friis Bach      | Thorning-Schmidt I                         | 3 octobre 2011    | 21 novembre 2013  |
|     | Rasmus Helveg Petersen    | Thorning-Schmidt I                         | 21 novembre 2013  | 3 février 2014    |
|     | Mogens Jensen             | Thorning-Schmidt II                        | 3 février 2014    | 28 juin 2015      |
|     | Poste supprimé            | Løkke Rasmussen II                         | 28 juin 2015      | 28 novembre 2016  |
|     | Ulla Tørnæs               | Løkke Rasmussen III                        | 28 novembre 2016  | 27 juin 2019      |
|     | Rasmus Prehn              | Frederiksen I                              | 27 juin 2019      | 19 novembre 2020  |
|     | Flemming Møller Mortensen | Frederiksen I                              | 19 novembre 2020  | 15 décembre 2022  |
|     | Dan Jørgensen             | Frederiksen II                             | 15 décembre 2022  | en cours          |